# ブロック宝くじ
ブロック宝くじ（ブロックたからくじ、「ブロックくじ」とも）は、発売ブロックが地域によって分けられている宝くじである。

## 種類
- 東京都宝くじ - 東京都が発売する。
- 関東・中部・東北自治宝くじ（「関中東宝くじ」とも） - 東京都を除く関東・中部[注釈 1]・東北地方、北海道の23道県および札幌・仙台・さいたま・千葉・横浜・川崎・相模原・新潟・静岡・浜松・名古屋市の各政令指定都市が発売する。
- 近畿宝くじ - 近畿地方の6府県[注釈 2]および京都・大阪・堺・神戸市が発売する。
- 西日本宝くじ - 四国・中国・九州地方・沖縄県の17県および岡山・広島・北九州・福岡・熊本市が発売する。